# ریچارد داوسون
ریچارد داوسون (انگلیسی: Richard Dawson؛ ۲۰ نوامبر ۱۹۳۲ – ۲ ژوئن ۲۰۱۲) یک بازیگر سینما، هنرپیشه، و مجری اهل ایالات متحده آمریکا بود. وی بین سال‌های ۱۹۶۰ تا ۱۹۹۵ میلادی فعالیت می‌کرد.